# 双开
双开是一个中华人民共和国政治术语，指开除党籍、开除公职。

## 說明
该处分只能对担任公职的中国共产党党员（通常被称为党员干部）使用，其中开除党籍是五种党员纪律处分（警告、严重警告、撤销党内职务、留党察看、开除党籍）的最高级别。犯法並被判刑的党员會受到开除党籍处分，並且五年内不得重新入党。
开除公职亦是对公职人员处分（警告、記過、記大過、降級、撤職、開除）的最高级别，故该处分也是除司法判决之外对任公职的党员所能进行的最高级别处分。一般該用詞給予非行政機關的公務員，如黨的機關、人大機關。
對解放軍现役军人的雙開是開除軍籍（警告、嚴重警告、記過、記大過、降職（級）或者降銜（級）、撤職、開除軍籍）。
如果紀律處分結果通報裡的表述是“按規定取消其享受的待遇”，即將其退休后因原有公職身份所獲得的待遇全部取消，故實質相當於被“雙開”。
通常，党员干部在被审判前就会被开除党籍，以避免党员受到审判。对于涉嫌重大犯罪的应当开除公职，犯罪可能不足以构成刑事罪行的在审判之后再决定是否开除公职。但被双开者也可能只是造成了恶劣的社会影响（法官与当事人勾搭在一起的，老师与学生发生一些不正当性行为），却不一定构成刑事罪行；部分行为犯罪（例如交通肇事罪等）而非职务犯罪等，若情节轻微也可以免予双开。